# 篠崎鉄男
篠崎 鐵男（篠﨑 鐵男、しのざき てつお、1939年（昭和14年）6月13日 - 2025年4月12日）は、日本の政治家。位階は従四位。前熊本県宇城市長（1期）。元熊本県議会議員。元三角町議。成城大学卒業。

## 経歴
- 1939年 旧三角町（現 宇城市）出身。
- 1999年 熊本県議会議員選挙当選。
- 2003年 熊本県議会議員選挙再選。
- 2007年 熊本県議会議員選挙落選。
- 2009年 熊本県宇城市長選挙で、現職で元参議院議員の阿曽田清を破り初当選。
- 2013年 市長選挙で、自民党・公明党推薦の熊本県議会議員の守田憲史に敗れ、落選[3]。
- 2020年 旭日小綬章受章[4]。
- 2025年4月12日、死去した[1]。85歳没。死没日付をもって従五位に叙された[5]。